# Ivo Žic-Klačić
Ivo Žic-Klačić (Punat, 26. ožujka 1903. – Rijeka, 2. siječnja 1973.) hrvatski književnik. 

## Životopis
Obitelj Žic spominje se 1248. godine u Vrbniku kao de Sizo-Žic, u rangu Krčkih knezova (kasnije Frankopana), no potom je obitelj izgubila na važnosti. Ivo Žic rodio se u obitelji oca Franje Žica i majke Franjice rođene Karabajić. Osnovnu školu pohađao je u Puntu i Puli, a srednju na Košljunu, u Puli, Zagrebu i Kastvu. 					
U lipnju 1924. godine maturirao je na učiteljskoj školi u Kastvu. Bio je učitelj po selima na istoku Srbije od 1925. do 1932. godine i tamo mu se rodio sin Rikard Žic, kasnije ugledni slikar. Diplomirao je književnost na Višoj pedagoškoj školi u Beogradu 1936. godine. Potom je bio nastavnik na građanskoj školi u Vrbniku do 1938. god. i u Banjoj Luci do 1942. god., kad je bio uhićen. Godinu i pol dana proveo je po zatvorima i jedva izbjegao strijeljanje.
U prosincu 1945. godine došao je u Rijeku i tu je tri godine predavao na gimnaziji, potom je bio intendant Narodnog kazališta (1948. – 1949.), te upravitelj Osnovne škole Kozala. 
Zbog oporbenih stavova 1954. godine ostao je 18 mjeseci bez posla i jedva izbjegao Goli otok. Kao arhivist radio je u Povijesnom arhivu od 1956. do umirovljenja 1966. godine. 
Poslije 1945. godine Ivo Žic-Klačić objavljivao je u: Riječkom listu, Novom listu, Riječkoj reviji, 15 dana, Pomorstvu, Galebu; u zagrebačkim listovima kao što su bili: Kulturni radnik, Ilustrirani vjesnik, Vjesnik; u splitskim časopisima: Književni Jadran, Jugoslavenski mornar, Čuvar Jadrana...

## Književnički rad
Objavio je knjige: Vječiti grijesi (novele, 1928.), Iza onih brda (novele, 1932.), Ispovijed raba Ivana (pjesme, 1934.), Naš otok pjeva (pjesme, 1939.), More, kamik i srce (pjesme, 1963.), Poljubac Jude Iškariota (roman, 1965.), Kolajne i medaljoni (satire, 1966.), Rat prokleti (roman, 1966.), Smih naš bodulski, libar prvi (anegdote, 1969.), Pisma iz Pavlovca (epistolarna proza, 1970.), Smih naš bodulski, libar drugi (anegdote, 1971.), još uspješniji od prvog.
U listopadu 1972. godine izlazi mu Knjiga pjesama, kao jedno rezimiranje pjesničkog opusa, na 170 stranica, s predgovorom Miroslava Vaupotića. Kako je umro 2. siječnja 1973. godine u rukopisu su mu ostale dvije zbirke pripovjedaka: Vodozemci i Svijetlim tragovima, te roman Zapisi o Čubranićima.
Pjesme mu se nalaze u antologijama o moru: Jadranska antologija Nike Bartulovića iz 1934. i Mare nostrum iz 1971., te u čakavskim antologijama: Nova čakavka lirika Ive Jelenovića iz 1961., Pavešićevoj Besedi s kamika i 'z mora iz 1968, u Korablji začinjavaca, Dometi 1969., te u onoj Milorada Stojevića Čakavsko pjesništvo XX. stoljeća iz 1987. godine.
Drama Pravda je zadovoljena izvođena je u Beogradu 1937. godine, a u riječkom kazalištu izvođene su Plamen pod bedemom (1947.) i Križni put Marije Mežnjarove (1953.). Književnik lokalnog značenja koji je najbolja ostvarenja dao u čakavskoj poeziji, a koji je zbog ljevičarskih nazora imao problema sa srpskom policijom, ustašama i poslijeratnom komunističkom vlasti u Rijeci.

## Objavljena djela
- Vječiti grijesi (novele, 1928.)
- Iza onih brda (novele, 1932.)
- Ispovijed raba Ivana (pjesme, 1934.)
- Naš otok pjeva (pjesme, 1939.)
- More, kamik i srce (pjesme, 1963.)
- Poljubac Jude Iškariota (roman, 1965.)
- Kolajne i medaljoni (satire, 1966.)
- Rat prokleti (roman, 1966.)
- Smih naš bodulski, libar prvi (anegdote, 1969.)
- Pisma iz Pavlovca (epistolarna proza, 1970.)
- Smih naš bodulski, libar drugi (anegdote, 1971.)
- Knjiga pjesama (1972.)[1]